# Grand Massif
Le Grand Massif est une association de domaines skiables située en Haute-Savoie, France. C'est l'association de cinq stations de ski : Flaine, Les Carroz, Morillon, Samoëns 1600 et Sixt-Fer-à-Cheval.

## Géographie

### Accès au domaine
L'autoroute A40 est la plus proche du domaine. Les villages de Morillon et des Carroz sont les plus accessibles. Les villages de Sixt-Fer-à-Cheval et Flaine sont en fin de vallée.

## Histoire
Le Grand Massif est né lors de l'hiver 1982-1983, à la suite de la création d'une liaison entre la Tête des Saix, sommet qui fait le lien entre les stations de Morillon, Samoëns 1600 et des Carroz, et la station de Flaine, en aménageant deux combes, la Combe de Vernant et la combe des grands Vans

## Stations et hébergements

### Les stations

#### Les Carroz
La station des Carroz relève de la commune d'Arâches-la-Frasse et culmine à 1 140 m d'altitude.

#### Flaine
Classée monument historique, Flaine a été créée en 1968 par le géophysicien Éric Boissonnas, au cœur d'un grand cirque naturel à 1600 m d'altitude, et conçue comme "station intégrée", skis aux pieds et sans voiture. La station est construite sur trois niveaux : "Flaine-Forêt" (1700 m), "Flaine-Forum" (1600 m), "Flaine-Front de Neige" (1500 m), reliés par deux ascenseurs extérieurs et deux chemins piétonniers. C'est la station la plus haute (en altitude) du Grand Massif. Elle a la particularité d'être à la fois sur le territoire de la commune d'Arâches-la-Frasse et de la commune de Magland.

#### Morillon
La commune-station de Morillon est installée à une altitude de 700 m. Elle dispose d'un lac et de remontées mécaniques permettant d'accéder à des zones situées à 2 100 m d'altitude.

#### Samoëns 1600
La station de Samoëns 1600 se situe entre celle de Morillon et celle de Sixt-Fer-à-Cheval, sur le plateau des Saix.

#### Sixt-Fer-à-Cheval
La commune-station de Sixt-Fer-à-Cheval est la station la plus basse (en altitude) du Grand Massif.

## Domaine et gestion

### Domaine de Flaine

#### Situation
Flaine est une station de ski posée sur le territoire des communes de Magland et d'Arâches-la-Frasse (Haute-Savoie) qui culmine à 2500 mètres d'altitude. On y accède par une route de montagne qui va du hameau de Balme (Magland) à Flaine par Arâches-la-Frasse. On arrive dans le cirque de Flaine après 25 km de parcours depuis la vallée de l'Arve, et après avoir franchi le col de Pierre-Carrée, qui culmine à 1843 mètres.

#### Les pistes de Flaine

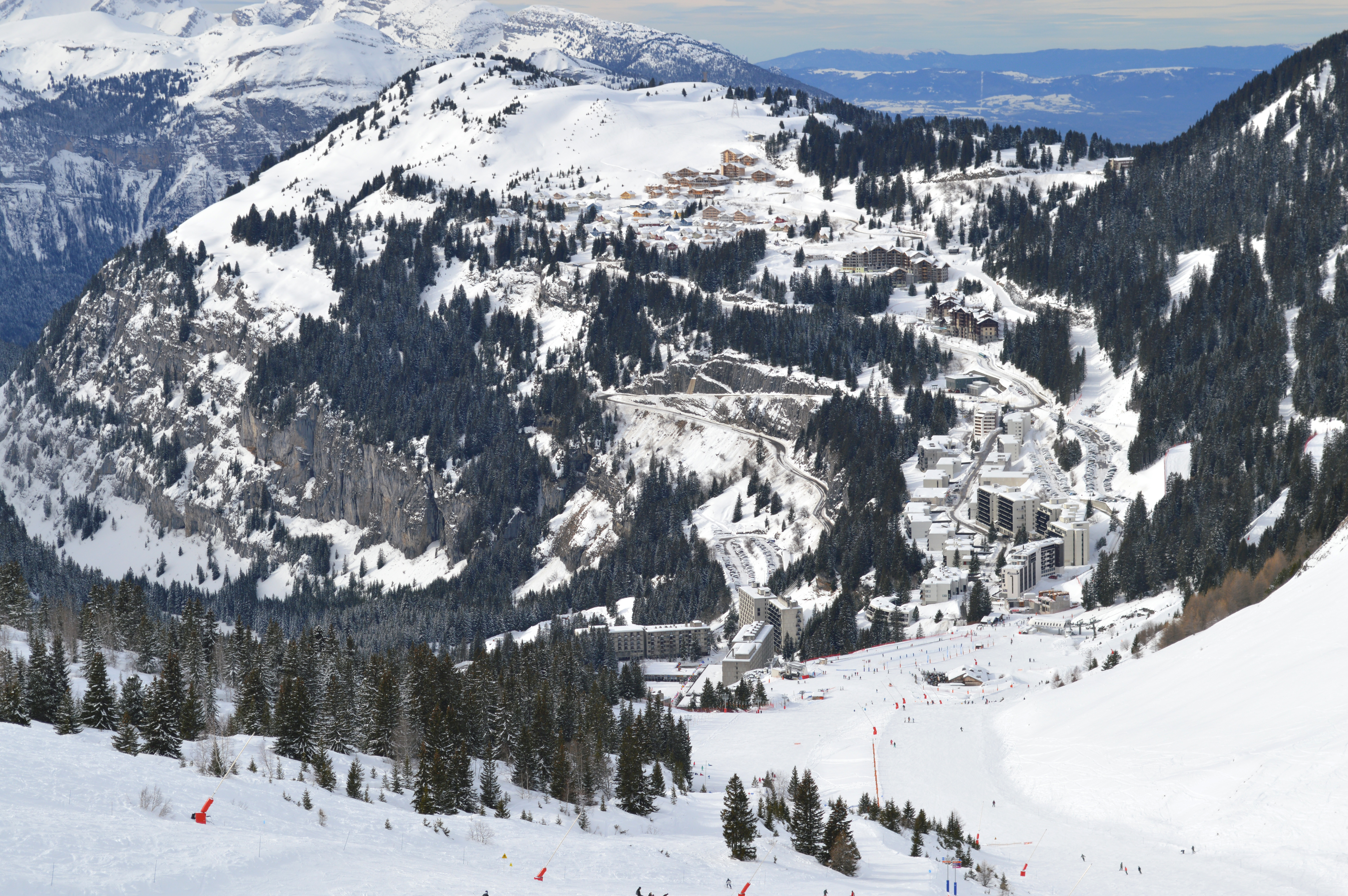
Domaine de la Flaine.

| Pistes | Aup de Véran | Grandes Platières | Grands Vans | Vernant | Gers | Total |
| ------ | ------------ | ----------------- | ----------- | ------- | ---- | ----- |
| Vertes | 2            | 2                 | 3           | 1       | 0    | 8     |
| Bleues | 8            | 8                 | 3           | 4       | 3    | 26    |
| Rouges | 11           | 10                | 2           | 1       | 1    | 25    |
| Noires | 1            | 1                 | 1           | 0       | 2    | 5     |

Les remontées mécaniques de Flaine
| Remontées mécaniques | Téléphériques             | Télécabines | Télésièges fixes | Télésièges débrayables | Téléskis | Autres      |
| -------------------- | ------------------------- | ----------- | ---------------- | ---------------------- | -------- | ----------- |
| Secteur Aup de Véran | 0                         | 1           | 1                | 0                      | 5        | 2 tapis     |
| Secteur Platières    | 1 DMC "Grandes Platières" | 0           | 1                | 2                      | 1        | 1 Télébenne |
| Secteur Grand Vans   | 0                         | 0           | 1                | 1                      | 2        | 1 tapis     |
| Secteur Vernant      | 0                         | 0           | 1                | 2                      | 0        | 0           |
| Secteur Gers         | 0                         | 0           | 0                | 0                      | 1        | 0           |
| Total Flaine : 24    | 1                         | 1           | 5                | 4                      | 9        | 4           |

### Domaine des Carroz

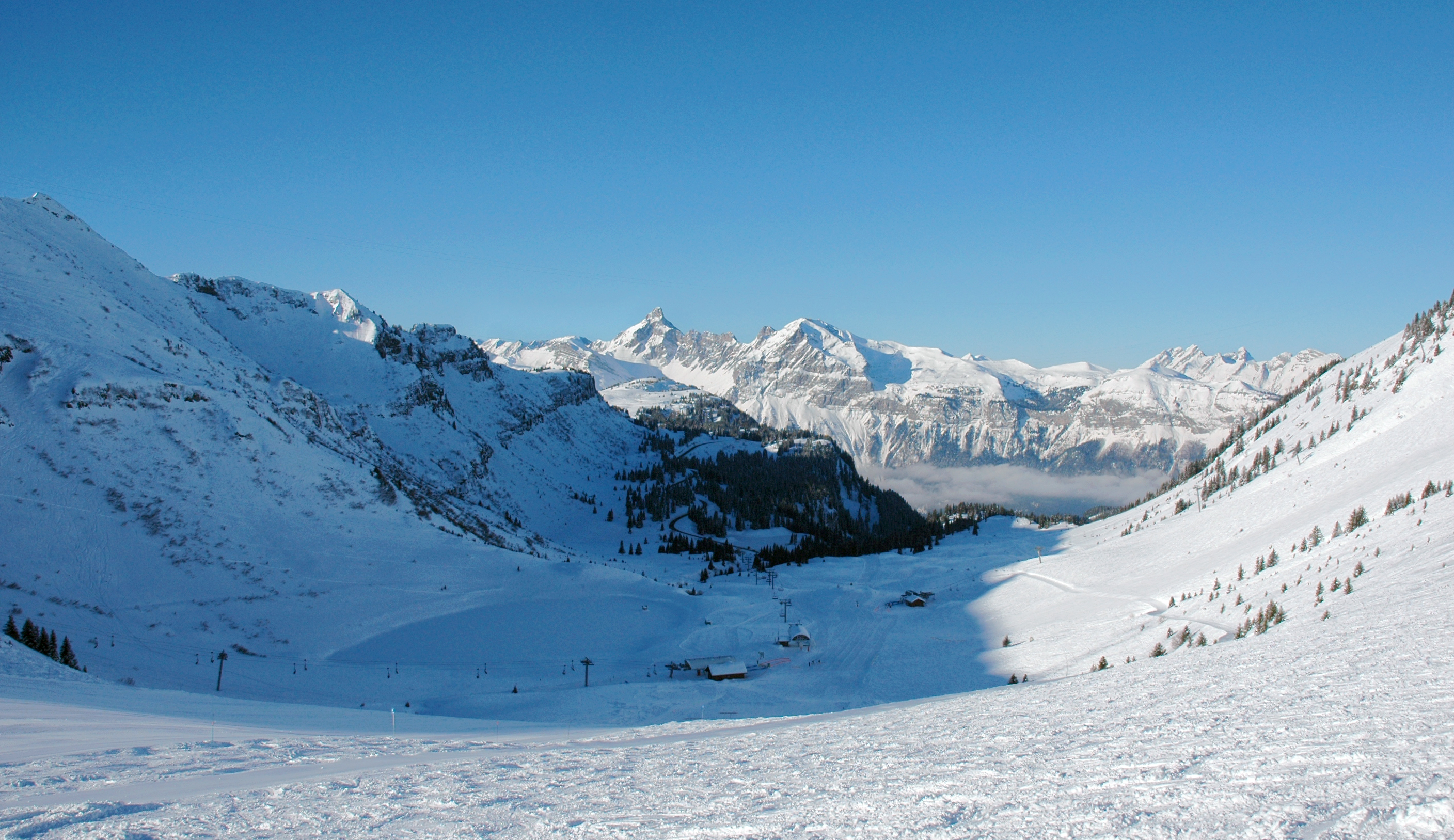
Domaine des Carroz.

#### Les pistes des Carroz
| Pistes | Molliets 1500 | Carroz 1200 | Total |
| ------ | ------------- | ----------- | ----- |
| Vertes | 0             | 3           | 3     |
| Bleues | 4             | 10          | 14    |
| Rouges | 1             | 6           | 7     |
| Noires | 1             | 3           | 4     |

Les remontées mécaniques des Carroz
| Remontées         | Télécabines | Télésièges fixes | Télésièges débrayables | Téléskis | Autres                    |
| ----------------- | ----------- | ---------------- | ---------------------- | -------- | ------------------------- |
| Carroz 1500       | 0           | 0                | 2                      | 1        | 0                         |
| Carroz 1200       | 1           | 2                | 0                      | 4        | 1 luge sur rail + 3 tapis |
| Total Carroz : 13 | 1           | 2                | 2                      | 5        | 4                         |

### Domaine de Morillon

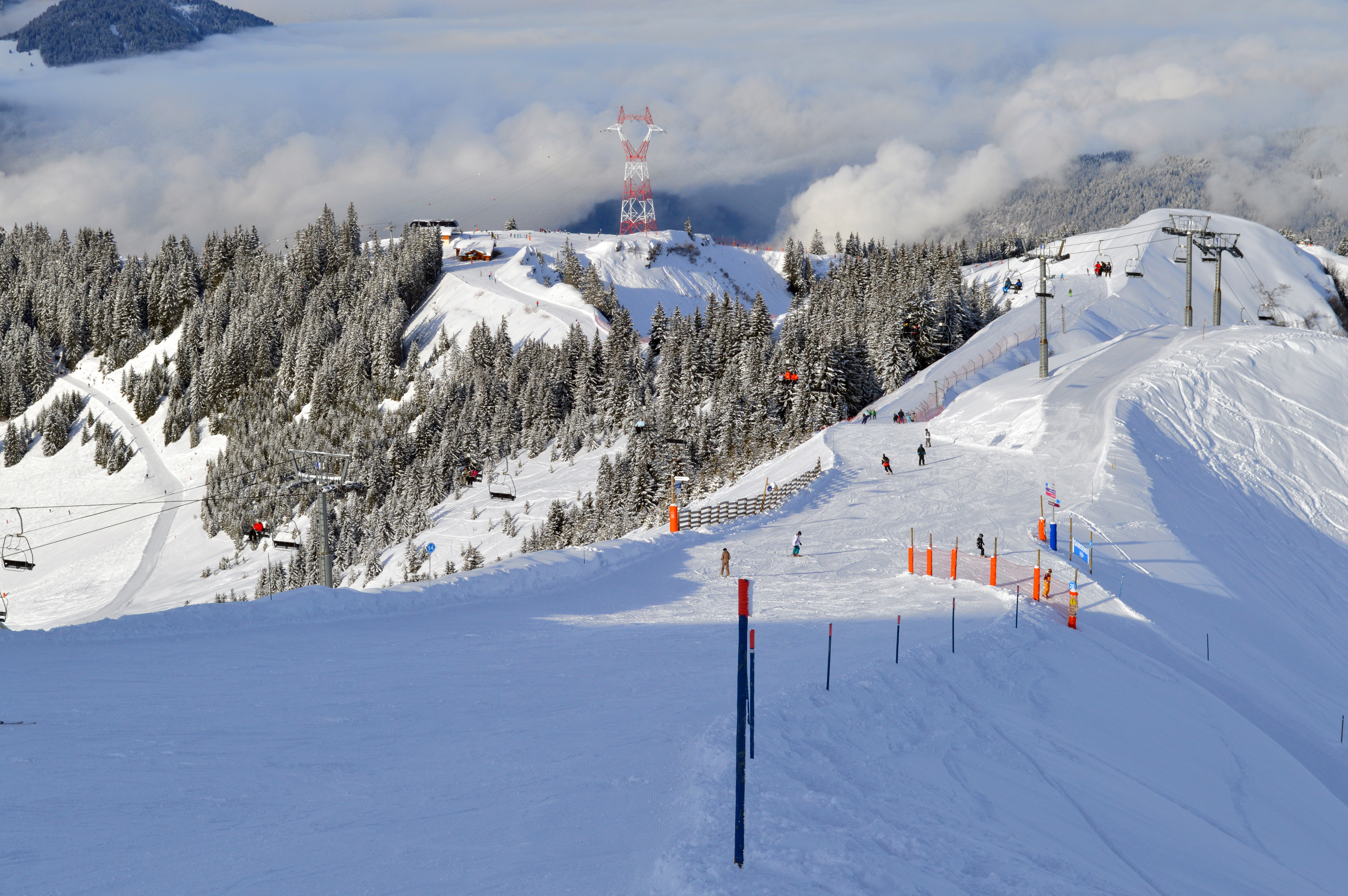
Domaine de Morillon.

#### Les pistes de Morillon
| Pistes | Morillon | Total |
| ------ | -------- | ----- |
| Vertes | 3        | 3     |
| Bleues | 9        | 9     |
| Rouges | 4        | 4     |
| Noires | 0        | 0     |

Les remontées mécaniques de Morillon
| Remontées | Télécabines | Télésièges | Télésièges débrayables | Téléskis             | Autres               |
| --------- | ----------- | ---------- | ---------------------- | -------------------- | -------------------- |
| 9         | 1           | 3          | 2                      | 1 + 1 pour débutants | 1 Tapis pour enfants |

### Domaine de Samoëns 1600

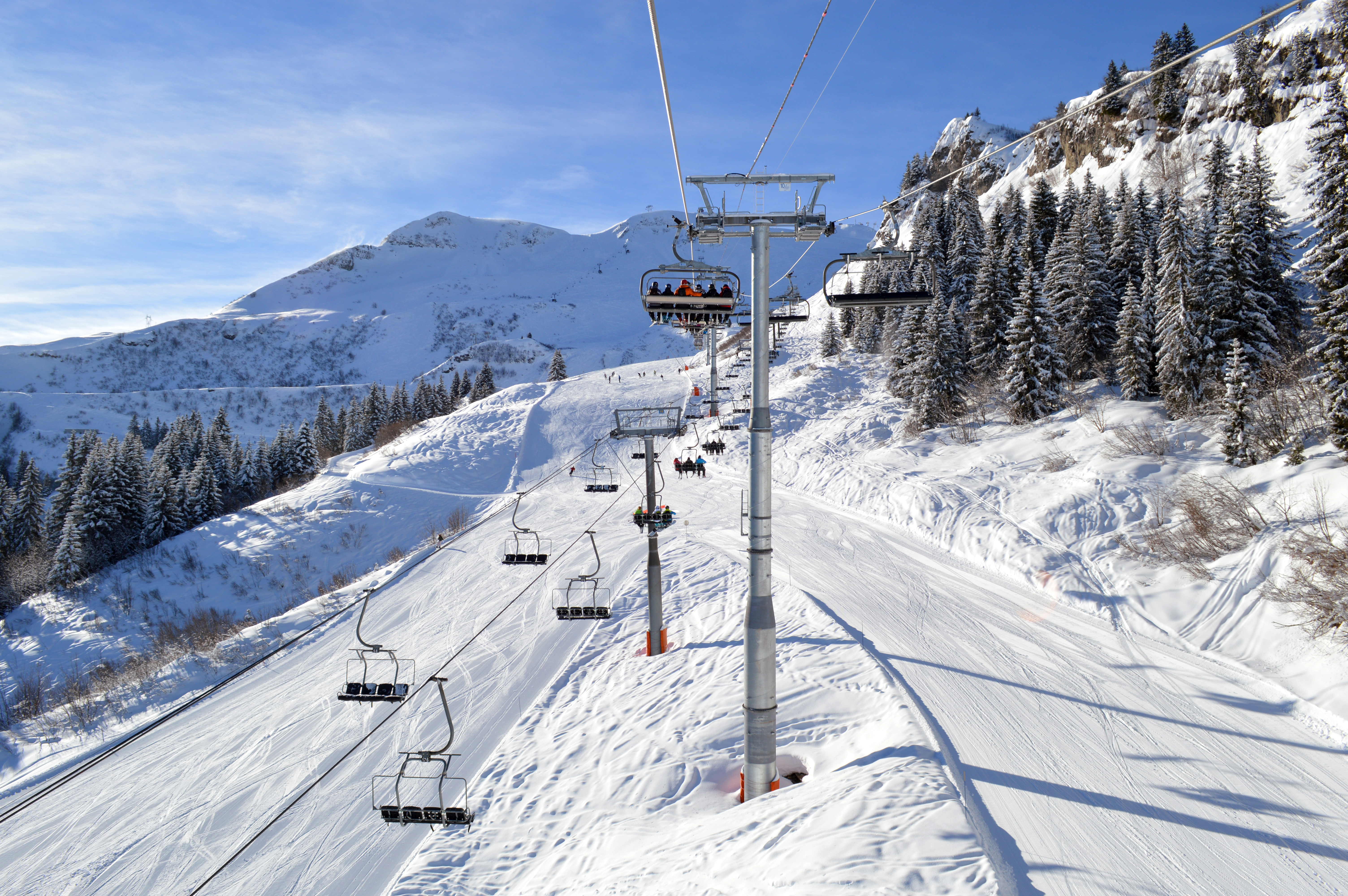
Chariande Express, télésiège de Samoëns.

#### Les pistes de Samoëns 1600
| Pistes | Samoëns Plateau 1600 m | Samoëns Haut,Tête des Saix | Total |
| ------ | ---------------------- | -------------------------- | ----- |
| Vertes | 6                      | 0                          | 6     |
| Bleues | 4                      | 4                          | 8     |
| Rouges | 3                      | 3                          | 7     |
| Noires | 0                      | 3                          | 3     |

Les remontées mécaniques de Samoëns
| Remontées                   | Télécabines | Télésièges | Télésièges débrayables | Téléskis | Autres  | Total |
| --------------------------- | ----------- | ---------- | ---------------------- | -------- | ------- | ----- |
| Samoëns Plateau 1600        | 2           | 2          | 0                      | 5        | 1 Tapis | 10    |
| Samoëns Haut, Tête des Saix | 0           | 0          | 1                      | 0        | 0       | 2     |
| Total Samoëns : 12          | 2           | 3          | 1                      | 5        | 1       | 12    |

### Domaine de Sixt-Fer-à-Cheval

#### Les pistes de Sixt
| Pistes | Total |
| ------ | ----- |
| Vertes | 2     |
| Bleues | 4     |
| Rouges | 0     |
| Noires | 0     |

Les remontées mécaniques de Sixt
| Remontées | Télécabines | Télésièges | Téléskis |
| --------- | ----------- | ---------- | -------- |
| 4         | 0           | 0          | 4        |

liste
remontés mécaniques
flaine